# Archidiocèse de Cuiabá
L'archidiocèse de Cuiabá (en latin, Archidioecesis Cuiabensis) est une circonscription ecclésiastique de l'Église catholique au Brésil.
Son siège se situe dans la ville de Cuiabá, capitale de l'État du Mato Grosso.
Depuis 2022, son archevêque est Mário Antônio da Silva (pt). 

## Historique
Le 25 juin 2014, le pape François restructure la province ecclésiastique de Cuiabá par la constitution apostolique Ad totius domini gregis, il supprime ainsi le diocèse de Guiratinga en divisant son territoire parmi les circonscriptions ecclésiastiques de Rondonópolis, Barra do Garças et Paranatinga, il érige aussi canoniquement le diocèse de Primavera do Leste - Paranatinga et change le nom du diocèse de Rondonópolis en diocèse de Rondonópolis - Guiratinga,.